# Bärlochkar
Das Gebiet Bärlochkar ist ein mit Verordnung vom 7. November 1997 durch die Körperschaftsforstdirektion Tübingen ausgewiesener Bannwald (Schutzgebiet-Nummer 100077) in der baden-württembergischen Gemeinde Enzklösterle im Nordschwarzwald.

## Definition
In Baden-Württemberg sind Bannwälder Totalreservate, in denen jegliche Nutzung per Rechtsverordnung verboten ist. In anderen Ländern Deutschlands sind die Totalreservate unter dem Namen Naturwaldreservat, Naturwaldparzelle, Naturwaldzelle oder Naturwald bekannt. Bannwälder dienen der wissenschaftlichen Erforschung natürlicher Abläufe in Wäldern. Durch ihren Reichtum an Struktur und abgestorbenem Holz sind Bannwälder Rückzugsgebiete für viele bedrohte Tier-, Pflanzen- und Pilzarten.

## Lage
Der 101,9 Hektar große, zum Naturraum Grindenschwarzwald und Enzhöhen gehörende Bannwald Bärlochkar liegt nördlich des Ortsteils Gompelscheuer der Gemeinde Enzklösterle. Er ist Teil des Landschaftsschutzgebiets Großes und Kleines Enztal mit Seitentälern (2.35.027) und auch Teil des Vogelschutzgebiets Nordschwarzwald (DE-7415-441). Er umfasst den Bereich dreier in 700 bis 800 m Höhe am östlichen Abhang des Bärenkopfs zur Großen Enz gelegener Kare: kleines Bärloch, großes Bärloch und Maienstube.

## Schutzzweck

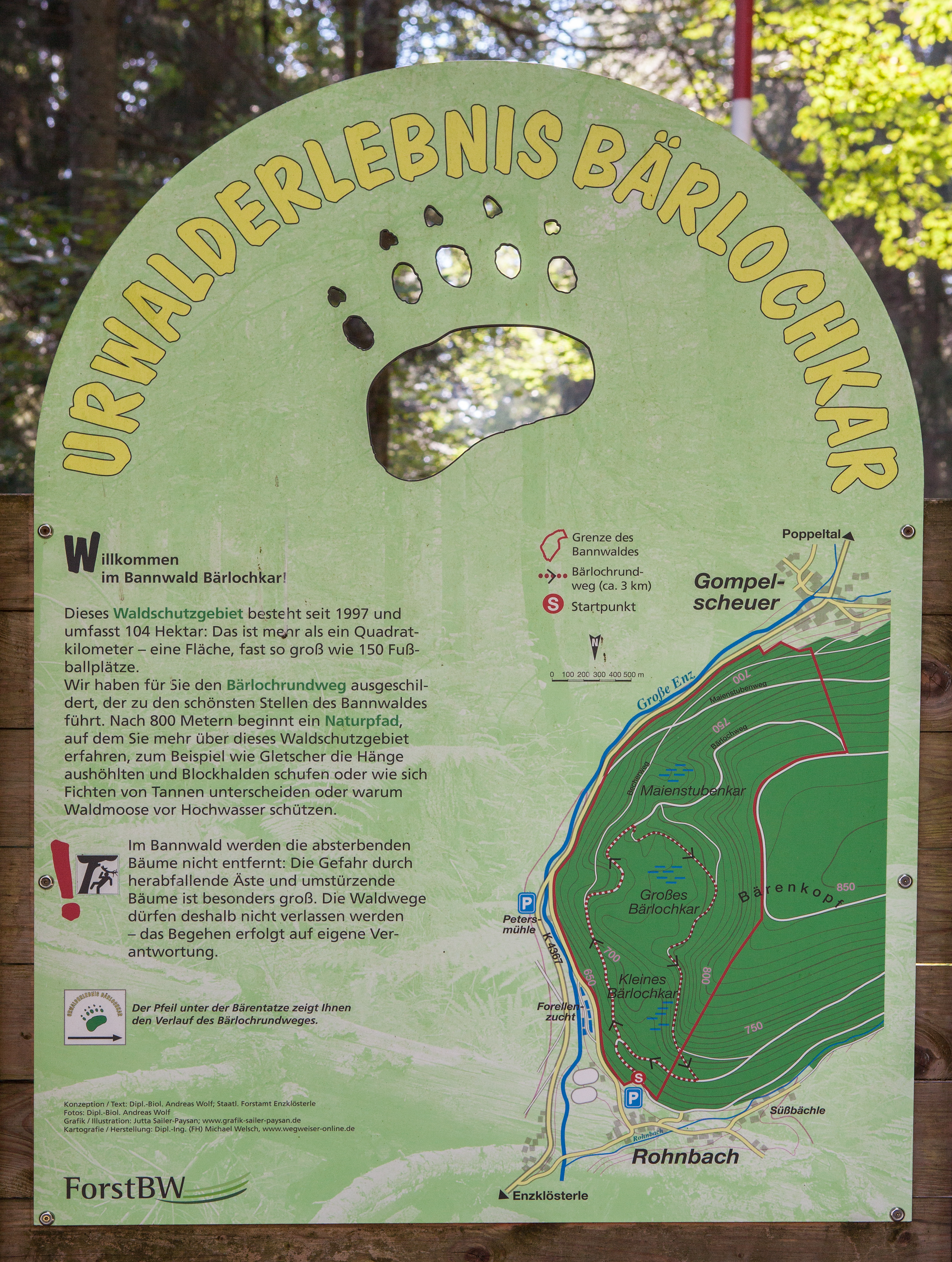

Laut Verordnung ist es wesentlicher Schutzzweck, die unbeeinflusste Entwicklung eines Fichten-Tannen-Waldökosystems mit seinen Tier- und Pflanzenarten zu sichern sowie die wissenschaftliche Beobachtung der Entwicklung zu gewährleisten. Dies beinhaltet den Schutz der Lebensräume und -gemeinschaften, die sich im Gebiet befinden, sich im Verlauf der eigendynamischen Entwicklung des Waldbestandes innerhalb des Schutzgebietes ändern oder durch die eigendynamische Entwicklung entstehen.

## Betreuung
Wissenschaftlich betreut wird der Bannwald Bärlochkar durch die Forstliche Versuchs- und Forschungsanstalt Baden-Württemberg (FVA).